# Thelma
Thelma er en amerikansk stumfilm fra 1910.

## Medvirkende
- Anna Rosemond – Thelma
- Frank H. Crane – Sir Philip Errington
- Yvonne Marvin – Lady Clara Ashley
- Alphonse Ethier – Vikingen Olaf